# 名犬ラッシー
『名犬ラッシー』（めいけんラッシー、英語: Lassie）は、小説『名犬ラッシー 家路』（原題：Lassie Come-Home）を原作とする作品シリーズのタイトル、およびその主人公であるメスのコリー犬の名前である。"Lassie" とは、物語の舞台となる北部イングランド等の英語方言で「（気立てが良くて愛らしい）若い娘さん」を意味する愛称的な言葉である。
ラッシーは映画・テレビドラマ・テレビアニメなどの主人公になり、世界中で最も有名な犬の1頭となった。

## オリジナル・ストーリー

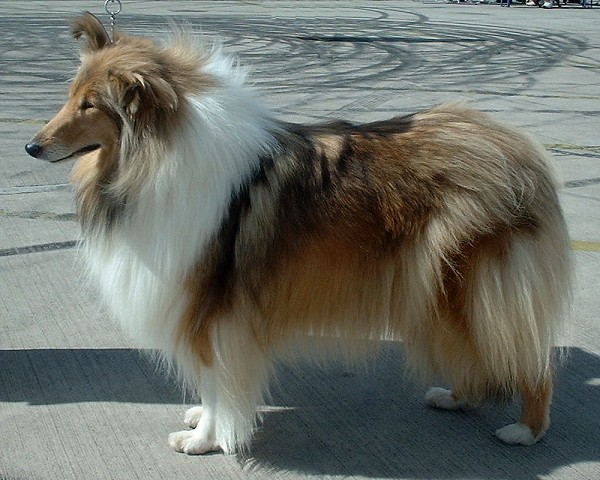
ラフコリー（ラッシーはこの種類の犬）

ラッシーは、元来はイギリス系アメリカ人作家のエリック・ナイト (Eric Knight 1897-1943) が、1920年代に4800km以上を放浪しオレゴン州の飼い主の元に帰還した「ボビー」という名のコリー犬の実話（ボビーの帰還）を着想にして創造し、1938年のサタデー・イブニング・ポスト紙上に掲載した短編作品『名犬ラッシー 家路』の主人公である。この短編は、1940年に小説として単行本化された。
ナイトのオリジナルの話では、英国ヨークシャーに住む幼い少年が、類い希な美しさと気高さを持ったラフ・コリーを所有していたが、少年の一家が経済的な困窮に直面し、やむを得ずにラッシーを金持ちの貴族に売却した。少年と犬は別離を悲しみ、わけても新しい所有者がラッシーを何百マイルも先の自分の領地があるスコットランドへ連れていったため、悲しみはさらに募った。しかし、ラッシーはコリーの持つ本能と勇気で逃げだし、小説はラッシーが故郷へと、彼女の愛する少年のいる土地へと、家路を辿る苦難の旅を描いている。
右の写真はラフコリーで、毛足の長い豊かな毛が特徴。ラッシーは、設定ではこの種類のコリーである。映画でラッシーを演じたのは、「パル (Pal)」 とその子孫たちである。

## 映画

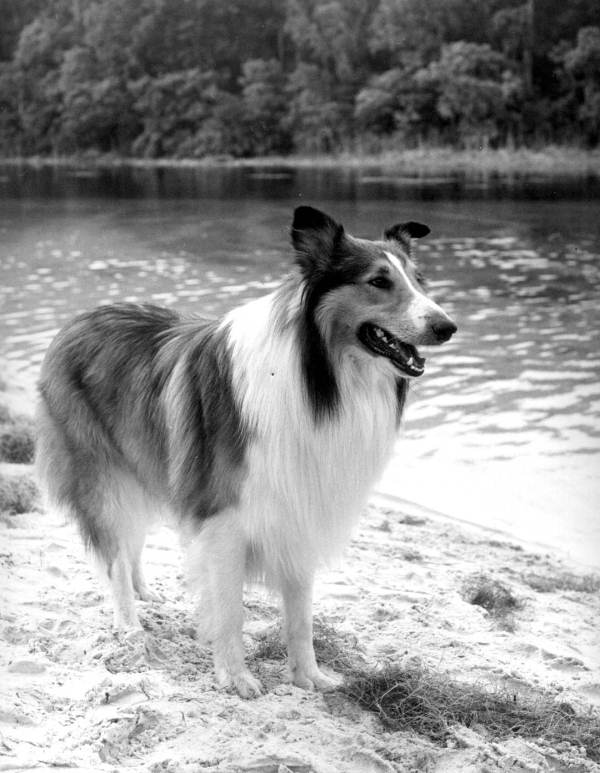
映画のラッシー（フロリダ州）

1943年に映画『名犬ラッシー 家路』が製作・公開された。この作品を皮切りに映画やテレビドラマなどが多数製作され、ラッシーは最も有名な犬の名前となり、ハリウッド・ウォーク・オブ・フェームに顕彰される3頭の犬の1頭となった。あとの2頭は、名犬リンチンチンと名犬ストロングハート。

### 名犬ラッシー・シリーズ

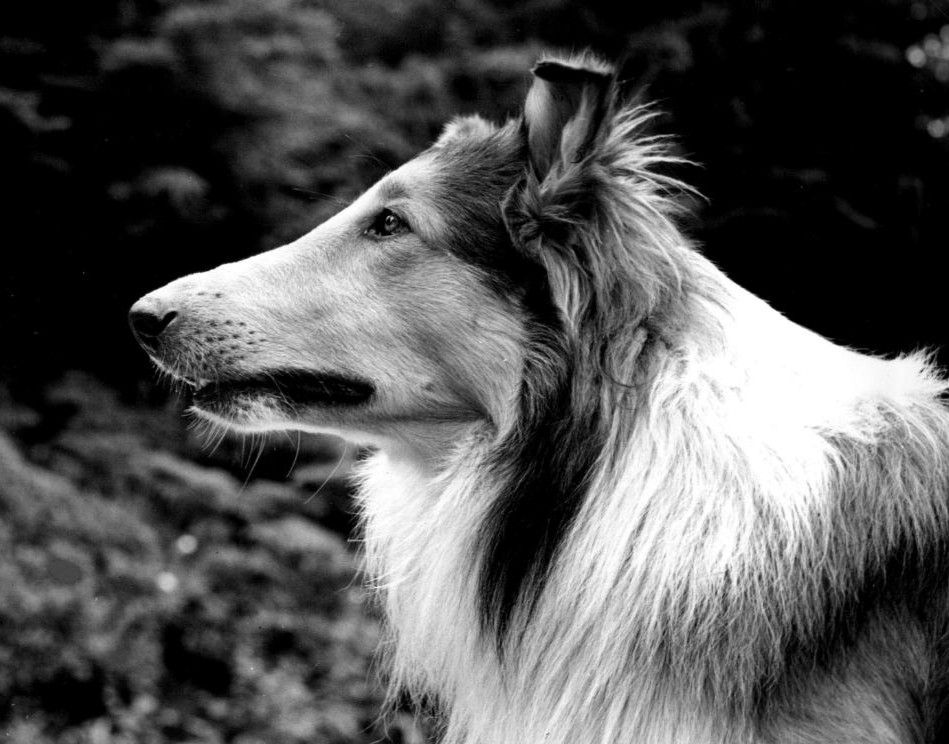
初代ラッシーのパル（1942年撮影）。

ラフ･コリー犬のパルがメインの犬を演じた作品群。（リメイクをのぞく）
1943年：『名犬ラッシー 家路』
パルがラッシーを演じた最初の作品。ナイトの原作に忠実な内容であるが、タイトルにはハイフンがない。
1945年：『名犬ラッシー／ラッシーの息子（英語: Son of Lassie）』
上記の続編。パルがラッシーの子の雄犬「ラッディー」を演じる。ラッシーは別の犬が演じた。
1946年：『名犬ラッシー／ラッシーの勇気（英語: Courage of Lassie）』
エリザベス・テイラー主演。テイラーは、1943年の映画「家路」にも出演している。原題・邦題ともに「ラッシー」とあるが、パルは本作には「ビル」という役名で出演している。
1948年：『ラッシーの主（英語: Hills of Home (film)）』
別名『故郷の丘』"Danger in the Hills" または "Master of Lassie"。
1949年：『山荘物語（英語: The Sun Comes Up）』
監督：リチャード・ソープ。交通事故で子供を亡くした孤独な声楽家と孤児との交流を描く人間ドラマ。
1949年：『ラッシーの試練（英語: Challenge to Lassie）』
実在の犬「グレーフライアーズ・ボビー」の話をラッシーものとして映画化。
1951年：『名犬ラッシー 彩られた丘（英語: The Painted Hills）』
監督：ハロルド・クレス。アレキサンダー・ハルの小説「彩られた丘」をラッシーものとして映画化。
2005年：『名犬ラッシー』
1943年版のリメイク。日本では2006年12月23日に公開。
- 主題歌（2005年の映画）
  - 「Singing」
作詞：岸谷香、中山加奈子 / 作曲：岸谷香 / 歌：岸谷香（SME Records）
日本語吹き替え版エンディングテーマ。

### テレビドラマ再編集映画
1954年から1973年まで続いていたアメリカのテレビドラマから抜粋して映画化した作品。
1963年：『名犬ラッシーの大冒険』
シーズン9のエピソード「The Journey」を再編集およびカラーライズした作品。
1967年：『名犬ラッシー/ラッシーの“クーガーはともだち”』
シーズン14のエピソード「Cry of the Wild」、「The Guardian」、「Starfire」を一つにした作品。
1967年：『名犬ラッシー/宇宙は近いぞ、ラッシー!』
シーズン14のエピソード「The Lonely One」、「The Searchers」、「Countdown」を一つにした作品。
1968年：『名犬ラッシー/ラッシーの“愛こそすべて”』
シーズン14のエピソード「Hanford's Point part1-3」を一つにした作品。
1972年：『名犬ラッシー/ラッシー、森を探検!（英語: NEEKA）』
1978年：『名犬ラッシー/ロッキーを越えて（英語: LASSIE: THE NEW BEGINNING）』
別題『ラッシー2』

### そのほかの映画
1978年：『名犬ラッシー/走れ愛と冒険の3000キロ!（英語: The Magic of Lassie）』
日本では1979年7月7日に公開。その時の邦題は『ラッシー』。また、他の作品と区別するために『ラッシーの魔法』と呼ばれる場合もある。
- 主題歌（1978の映画）
  - 「ラッシー」 (I Can't Say Goodbye)
作詞・作曲：シャーマン兄弟 / 編曲：アーウィン・コスタル / 歌：マイク・カーブ・コングリゲーション（キングレコード）
  - 「ラッシーのテーマ〜愛の日々〜」 (When You're Loved)
作詞・作曲：シャーマン兄弟 / 編曲：アーウィン・コスタル / 歌：デビー・ブーン（ワーナー）
  - 「ラッシー 日本語版」 (I Can't Say Goodbye)
作詞・作曲：シャーマン兄弟 / 訳詞：兼松正人 / 編曲：佐藤亘弘 / 歌：小牧まり、ザ・ブレッスン・フォー（キングレコード）
  - 「走れ！ラッシー」 (Let's Go Lassie)
作詞・作曲：曽我部博士 / 編曲：高見弘 / 歌：ラッシーとこどもたち（キングレコード）

1994年：『Lassie/ラッシー（英語: Lassie (1994 film)）』
日本では劇場未公開。『ボクの名犬ラッシー』という邦題もある。

## テレビドラマ
1954年に最初のテレビドラマシリーズ『名犬ラッシー』が、アメリカ合衆国で放送された。その後もたびたび新シリーズが作られ続け、同国やカナダで放送されていた。

### 名犬ラッシー (1954年のテレビドラマ)
『名犬ラッシー (1954年のテレビドラマ)（英語: Lassie (1954 TV series)） 』
1954年-1973年もの間続き、シーズン19まであった人気番組。
「名犬ラッシーの大冒険」「名犬ラッシー/ラッシーの“クーガーはともだち”」「名犬ラッシー/宇宙は近いぞ、ラッシー!」　「名犬ラッシー/ラッシーの“愛こそすべて”」等がエピソードを抜粋して映画化されている。
『名犬ラッシー』→『新・名犬ラッシー（TBS版）』
1957年11月30日からラジオ東京テレビ→TBSで（系列局も含む）、丸見屋→ミツワ石鹸の一社提供で放送された。
1965年8月7日からはタイトルを「新・名犬ラッシー」とあらためて放送していた。ハウス食品工業（現・ハウス食品）の一社提供。
- 主題歌（TBS版）
  - 「名犬ラッシー」
作詞：宮崎博史 / 作曲：冨田勲 / 歌：ひばり児童合唱団
歌のラストでは、スポンサー名のミツワを連呼する。

- 主題歌（「新」TBS版）
  - 「すすめ！ラッシー」
作詞：高杉直也 / 作曲：冨田勲 / 歌：杉並児童合唱団

- 放送時間（TBS版）
  - 日曜 18:15 - 18:45 （1957年11月3日 - 1958年3月30日）
  - 日曜 18:00 - 18:30 （1958年4月6日 - 1958年4月27日）
  - 日曜 20:30 - 21:00 （1958年5月4日 - 1958年7月27日）
  - 土曜 20:00 - 20:30 （1958年8月2日 - 1959年10月3日）
  - 土曜 19:30 - 20:00 （1959年10月10日 - 1964年3月）

- 放送局（TBS版）
  - TBS
  - 東北放送：土曜 19:30 - 20:00[5]
  - 福島テレビ（1963年開局から）：土曜 19:30 - 20:00[5]
  - ラジオ新潟テレビ（現：新潟放送）：土曜 19:30 - 20:00[6]
  - 北日本放送：水曜 19:00 - 19:30（1959年時点）[7]→日曜 12:45 - 13:15（1960年時点）[8]→土曜 18:15 - 18:45（1964年時点）[9]
  - 北陸放送：土曜 19:30 - 20:00[10]
  - 朝日放送：火曜 19:30 - 20:00

- 放送時間（「新」TBS版）
  - 土曜 19:30 - 20:00 （1965年8月7日 - 1966年4月23日）

- 放送局（「新」TBS版）
  - TBS：前述
  - 東北放送：土曜 19:30 - 20:00[11]
  - 福島テレビ：土曜 19:30 - 20:00[11]
  - 新潟放送：土曜 19:30 - 20:00[12]
  - 北陸放送：土曜 19:30 - 20:00[12]
  - 中部日本放送：土曜 19:30 - 20:00[13]
  - 朝日放送：火曜 19:30 - 20:00

『新・名犬ラッシー（フジテレビ版）』
1975年1月6日からフジテレビ（系列局も含む）でエミー賞を受賞した1955・1956年のものを放送していた。
- 主題歌（フジテレビ版）
  - 前期オープニングテーマ「名犬ラッシー」
作詞：山上路夫 / 作曲：山下毅雄
  - 前期エンディングテーマ「帰ろうラッシー」
作詞：山上路夫 / 作曲：山下毅雄
  - 後期オープニングテーマ「Oh Yah!ラッシー」
作詞：山元護久 / 作曲：越部信義 / 歌：野口正見
  - 後期エンディングテーマ「やりずらいんだよ」
作詞：山元護久 / 作曲：越部信義 / 歌：岡本茉利

＊前期のテーマ曲は、歌手がフィンガー5になることに決まっていてレコードも発売されたが、レコード会社の契約関係によって番組では使われず、麻生よう子などが歌ったものに差し替えられた。なお、麻生バージョンの主題歌はレコード化されていない。
- 放送時間（フジテレビ版）
  - 月曜 19:00 - 19:30 （1975年1月6日 - 1976年3月29日）

- 放送局（フジテレビ版）

以下、特記の無い限り全て放送時間は月曜 19:00 - 19:30、同時ネット。
- - フジテレビ
  - 北海道文化放送[14]
  - 秋田テレビ[15]
  - 山形テレビ[16]
  - 岩手放送：金曜 18:00 - 18:30[17]
  - 仙台放送[16]
  - 新潟総合テレビ：土曜 19:00 - 19:30[18]
  - 富山テレビ[19]
  - 石川テレビ[19]
  - 福井テレビ[19]
  - 山梨放送[16]
  - 長野放送[16]
  - テレビ静岡[16]
  - 東海テレビ[20][注釈 1]
  - 関西テレビ[21]

- - 山陰中央テレビ[22]
  - テレビ岡山：火曜 19:00 - 19:30[23]
  - テレビ新広島（1975年10月開局時から）[23]
  - 四国放送：木曜 18:00 - 18:30[24]
  - テレビ愛媛[25]
  - 高知放送：水曜 18:00 - 18:30[25]
  - テレビ西日本[26]
  - サガテレビ[26]
  - テレビ長崎：月曜 18:00 - 18:30[26]
  - テレビ熊本：水曜 18:00 - 18:30[26]
  - 大分放送：月曜 17:20 - 17:50（1976年12月時点）[27]
  - テレビ宮崎[28]
  - 鹿児島テレビ：水曜 17:55 - 18:25[28]
  - 沖縄テレビ：[29]

### 名犬ラッシー (1989年のテレビドラマ)
『名犬ラッシー (1989年のテレビドラマ)（英語: The New Lassie）』
1990年1月14日からNHK BS2で放送。

### 名犬ラッシー (1997年のテレビドラマ)
『名犬ラッシー (1997年のテレビドラマ)（英語: Lassie (1997 TV series)）』
1999年6月10日からNHK教育テレビの「海外少年少女ドラマ」枠で放送された。
- 放送時間（NHK教育テレビ版）
  - 木曜 18:45 - 19:09 （1999年6月10日 - 1999年12月2日）

| ラジオ東京テレビ 日曜18:15枠                                                             | ラジオ東京テレビ 日曜18:15枠                      | ラジオ東京テレビ 日曜18:15枠                                                                                                 |
| 前番組                                                                                   | 番組名                                            | 次番組 |
| ---------------------------------------------------------------------------------------- | ------------------------------------------------- | --- |
| 楽しいゼスチュア                                                                         | 名犬ラッシー （1957年11月3日 - 1958年3月30日）    | 名犬ラッシー （1958年4月6日 - 1958年4月27日） ※18:00 - 18:30やりくりアパート （1958年4月6日 - 1960年2月28日） ※18:30 - 19:00 |
| ラジオ東京テレビ 日曜18:00枠                                                             |                                                   | |
| 週間スポーツ ※18:00 - 18:15名犬ラッシー （1957年11月3日 - 1958年3月30日） ※18:15 - 18:45 | 名犬ラッシー （1958年4月6日 - 1958年4月27日）     | 連続テレビ映画 月光仮面（第2部） （1958年5月25日 - 1958年10月12日）                                                          |
| ラジオ東京テレビ 日曜20:30枠                                                             |                                                   | |
| 劇場中継                                                                                 | 名犬ラッシー （1958年5月4日 - 1958年7月27日）     | つぎはぎコメディー |
| ラジオ東京テレビ 土曜20:00枠                                                             |                                                   | |
| ブレーブ・イーグル （1958年2月1日 - 1958年7月26日）                                      | 名犬ラッシー （1958年8月2日 - 1959年10月3日）     | 若君日本晴れ （1959年10月10日 - 1960年4月30日） ※土曜19:30枠から移動                                                         |
| ラジオ東京テレビ→TBS系列 土曜19:30枠 【本番組からミツワ石鹸一社提供枠】 ※朝日放送を除く  |                                                   | |
| 若君日本晴れ （1958年6月21日 - 1959年10月3日） ※土曜20:00枠へ移動                        | 名犬ラッシー （1959年10月10日 - 1964年3月）       | ミツワデラックスクイズ ショー・ダウン （1964年4月4日 - 1964年10月24日）                                                      |
| TBS系列 土曜19:30枠 【ハウス食品工業一社提供枠】 ※朝日放送を除く                         |                                                   | |
| 青春をぶっつけろ! （1965年2月6日 - 1965年7月31日） ※朝日放送制作・先行ネット             | 新・名犬ラッシー （1965年8月7日 - 1966年4月23日） | とってもシアワセ （1966年4月30日 - 1967年3月25日）                                                                           |
| フジテレビ系列 月曜19:00枠                                                               |                                                   | |
| ゼロテスター 地球を守れ! （1974年7月1日 - 1974年12月30日） ※関西テレビ制作               | 名犬ラッシー （1975年1月6日 - 1976年3月29日）     | ハッピーマンデー あつまれ!ドレミッコ （1976年4月5日 - 1976年6月28日）                                                        |
| NHK教育 木曜18:45枠                                                                      |                                                   | |
| ロビンソン一家漂流記 （1999年4月8日 - 1999年6月3日）                                     | 名犬ラッシー （1999年6月10日 - 1999年12月2日）    | 15の不思議な物語 （1999年12月9日 - 2000年6月29日）                                                                           |

## テレビアニメ
- 『名犬ラッシー』 世界名作劇場（フジテレビ系列）で1996年1月14日から同年8月18日に放送された。未放映1話を含め全26話。前半は少年とラッシーの交流をアニメオリジナルで描き、原作で描かれたスコットランドからの旅路は後半で描く予定だったが、放送打ち切りとなったため前半パートが大部分を占め、ラッシーの旅はわずか2話で終わっている。

## 翻訳
- 『名犬ラッシー』白木茂訳、白井哲絵 (世界名作全集) 講談社 1958
- 『名犬ラッシー』清水暉吉訳、C.ボールドリッジ 絵(あかね文庫) あかね書房 1959
- 『名犬ラッシー』久米元一訳、石田武雄絵 (少年少女世界名作全集) 講談社 1960
- 『名犬ラッシー』岡本良雄訳、小坂茂絵 講談社 1962
- 『名犬ラッシー』高瀬嘉男訳、武部本一郎絵 (世界少女名作全集) 岩崎書店 1963
- 『名犬ラッシー』亀山竜樹訳 (世界の名作) 講談社 1964
- 『名犬ラッシー』永坂令子訳 偕成社文庫 1993
- 『名犬ラッシー』飯島淳秀訳、岩淵慶造 絵 (講談社青い鳥文庫) 1995
- 『名犬ラッシー』邑田晶子訳、かみやしん絵 (子どものための世界文学の森) 集英社 1997
- 『名犬ラッシー 新訳』中村凪子・馬場彰子訳、裕龍ながれ 絵 (角川つばさ文庫) 2015
- 『新訳名犬ラッシー』岩貞るみこ訳、尾谷おさむ絵 (講談社青い鳥文庫) 2017

## 漫画
- 名犬ラッシー
  - 藤子不二雄（藤本弘）著。
  - 1954年からのテレビシリーズを元に、1960年から1961年まで講談社の『たのしい三年生』で連載。
  - 長らく単行本は刊行されていなかったが、2014年に『藤子・F・不二雄大全集』より刊行された（第1 - 4期に含まれない追加刊行巻）。全1巻。
- 名犬ラッシー
  - 石川球太著。
  - フジテレビ版放送に合わせて、講談社『テレビマガジン』の1975年1月号から1976年2月号まで連載。1975年7月号までは絵物語形式だったが、同年8月号からは純漫画に変更した。